# Parevander nietii
Parevander nietii là một loài bọ cánh cứng trong họ Cerambycidae.